# Ronnie Screwvala
Ronnie Screwvala es un productor indio y el director ejecutivo del conglomerado de medios UTV Group. En 1981 llevó, por primera vez, la televisión por cable a la India. En 1990 fundó United Software Communications Pvt. Ltd (UTV) y empezó a producir y distribuir películas y, más tarde, contenido web. Screwvala ha coproducido las películas estadounidenses I Think I Love My Wife, The Happening y El buen nombre. Fue seleccionado como una de las 100 personas más influyentes de 2009 en el Time 100.

## Premios
- 2007: Premio Filmfare a la Mejor Película, Rang De Basanti: UTV Motion Pictures  - Ronnie Screwvala, con  Rakeysh Omprakash Mehra (Rakeysh Omprakash Mehra Pictures)
- 2009: Premio Filmfare a la Mejor Película, Jodhaa Akbar: UTV Motion Pictures - Ronnie Screwvala, con Ashutosh Gowariker (Ashutosh Gowariker Productions)[2]